# Fusillade du saloon Long Branch
La fusillade du saloon Long Branch est une fusillade survenue le 5 avril 1879 au célèbre saloon Long Branch (en) à Dodge City, au Kansas, aux États-Unis entre Frank Loving (en) et Levi Richardson (en), deux joueurs qui fréquentaient le saloon.

## Fusillade
Frank Loving était un jeune homme de 19 ans au moment de la fusillade. Bien que souvent qualifié de gunfighter, cette réputation ne s'est développée qu'après cette fusillade. Loving était venu à Dodge City en provenance du Texas, arrivant l'année précédente et s'installant dans la vie des joueurs de la ville animée du bétail. Il s'était marié, s'était lié d'amitié avec Chalkey Beeson (en), propriétaire du saloon Long Branch, et s'était associé à plusieurs hommes armés, joueurs et avocats notables de l'époque, dont Doc Holliday, Wyatt Earp, Bat Masterson, John Allen ainsi que Levi Richardson.
Levi Richardson avait une disposition difficile et n'était pas aimé par la plupart de ces personnes, mais s'entendait assez bien avec Bat Masterson. Il avait la réputation d'être un gunfighter, bien qu'il s'agisse principalement de ouï-dire. Début 1879, Loving se disputa avec Richardson, affirmant que Richardson faisait des avances non désirées et irrespectueuses envers sa femme, Mattie Loving. Les deux se sont moqués pendant un certain temps, mais uniquement avec des confrontations verbales jusqu'en mars, lorsque les deux se sont battus sur Front Street.
Le 5 avril 1879, Richardson en avait manifestement assez. Il entra dans le saloon Long Branch, à la recherche de Loving. Cependant, Loving n'était pas là à ce moment-là. Richardson s'est alors installé dans une partie de poker, et Loving entra vers 21 h 0. Il prit place à une longue table, et Richardson se déplaça et s'assit en face de lui. On entendait les deux hommes se parler à voix basse, mais ce qui était dit ne pouvait être compris.
Richardson se leva et sortit son arme, ce qui incita Loving à faire de même. Les deux hommes ont commencé à tirer, Richardson tirant cinq coups et Loving en tirant six. Lorsque les tirs ont cessé, Richardson avait reçu une balle dans la poitrine, le côté et le bras. Loving a seulement été écorché sur la main par une balle. Le marshal Charlie Bassett a rapidement répondu, après avoir entendu les coups de feu, mais son sous-marshal Duffey est arrivé le premier, s'emparant de Richardson, juste avant qu'il s'effondre sur le sol. Personne d'autre dans le saloon n'a été blessé et Loving a été arrêté selon la procédure standard dans un tel cas. Le 7 avril 1879, une enquête de coroners a conclu que le tir était de légitime défense, et Loving a été libéré sans frais. Le journal The Globe a rapporté plus tard: "Il semblait étrange que Loving n'ait pas été touché, à l'exception d'une légère égratignure sur la main, car les deux hommes étaient si proches l'un de l'autre que leurs pistolets se sont presque touchés."